# Região Geográfica Intermediária de Porto Alegre
A Região Geográfica Intermediária de Porto Alegre é um dos oito regiões intermediárias do estado brasileiro do Rio Grande do Sul e uma das 134 regiões intermediárias do Brasil, criadas pelo Instituto Brasileiro de Geografia e Estatística (IBGE) em 2017. É composta por 90 municípios, distribuídos em oito regiões geográficas imediatas.
Sua população total estimada pelo Instituto Brasileiro de Geografia e Estatística (IBGE) para 1º de julho de 2018 é de 4 987 069 de habitantes, distribuídos em uma área total de 29 410,065 km².
Porto Alegre é o município mais populoso da região intermediária, além de ser capital do estado, com 1 479 101 habitantes, de acordo com estimativas de 2018 do Instituto Brasileiro de Geografia e Estatística (IBGE).

## Regiões geográficas imediatas
| Região geográfica imediata                                     | Municípios | População Estimativa 2018 | Área (km²) |
| -------------------------------------------------------------- | --- | ------------------------- | ---------- |
| Região Geográfica Imediata de Porto Alegre                     | Alvorada Arroio dos Ratos Barão do Triunfo Barra do Ribeiro Cachoeirinha Canoas Capivari do Sul Caraá Eldorado do Sul Esteio Glorinha Gravataí Guaíba Mariana Pimentel Mostardas Nova Santa Rita Palmares do Sul Porto Alegre Santo Antônio da Patrulha Sapucaia do Sul Sertão Santana Tavares Viamão | 3 225 136                 | 11 693,721 |
| Região Geográfica Imediata de Novo Hamburgo-São Leopoldo       | Araricá Bom Princípio Campo Bom Capela de Santana Dois Irmãos Estância Velha Harmonia Ivoti Lindolfo Collor Linha Nova Morro Reuter Nova Hartz Novo Hamburgo Portão Presidente Lucena Santa Maria do Herval São José do Hortêncio São Leopoldo São Sebastião do Caí São Vendelino Sapiranga Tupandi   | 888 502                   | 1 921,358  |
| Região Geográfica Imediata de Tramandaí-Osório                 | Balneário Pinhal Capão da Canoa Cidreira Imbé Itati Maquiné Osório Terra de Areia Tramandaí Xangri-lá | 236 605                   | 2 323,523  |
| Região Geográfica Imediata de Taquara-Parobé-Igrejinha         | Igrejinha Parobé Riozinho Rolante Taquara Três Coroas | 205 067                   | 1 423,235  |
| Região Geográfica Imediata de Camaquã                          | Amaral Ferrador Arambaré Camaquã Cerro Grande do Sul Chuvisca Cristal Dom Feliciano Sentinela do Sul Tapes | 140 174                   | 6 376,331  |
| Região Geográfica Imediata de Charqueadas-Triunfo-São Jerônimo | Butiá Charqueadas General Câmara Minas do Leão São Jerônimo Triunfo | 130 969                   | 3 658,222  |
| Região Geográfica Imediata de Montenegro                       | Brochier Maratá Montenegro Pareci Novo Salvador do Sul São José do Sul São Pedro da Serra | 90 164                    | 862,363    |
| Região Geográfica Imediata de Torres                           | Arroio do Sal Dom Pedro de Alcântara Mampituba Morrinhos do Sul Torres Três Cachoeiras Três Forquilhas | 70 452                    | 1 151,312  |
| Total                                                          | 90 | 4 987 069                 | 29 410,065 |